# 초콜렛 (2000년 영화)
《초콜릿》(프랑스어: Chocolat)는 2000년에 개봉한 1999년 원작 소설을 영화화한 영화이다.

## KBS 성우진 (2004년 3월 20일)
- 서혜정 - 비앙(줄리엣 비노쉬)
- 김승준 - 루(조니 뎁)
- 박민아 - 아르망드(주디 덴치)
- 손정아 - 죠세핀(레나 올린)
- 윤병화 - 레노(앨프리드 몰리나)
- 차명화 - 카롤린(캐리앤 모스)
- 문선희 - 아누크(빅투아르 티비솔) / 해설
- 온영삼 - 기욤(존 우드)
- 임수아 - 오델(레슬리 카론)
- 한상덕 - 알퐁스(론 쿡)
- 강미형 - 리베
- 김태웅 - 쟝 마르크(안토니오 길)
- 전인배 - 세르지(피터 스토메어)
- 배정미 - 루크(오렐리엔 페어런트 코닉)
- 정미경 - 프랑소아즈(헬렌 카도나)
- 임진응 - 페레 신부(휴 오코너)